# Jules Garnier
 (mars 2022).
Si vous disposez d'ouvrages ou d'articles de référence ou si vous connaissez des sites web de qualité traitant du thème abordé ici, merci de compléter l'article en donnant les références utiles à sa vérifiabilité et en les liant à la section « Notes et références ».
Pour les articles homonymes, voir Garnier.
Ne doit pas être confondu avec Jules-Arsène Garnier.
Jules Garnier (25 novembre 1839 à Saint-Étienne (Montaud) - 8 mars 1904 à Gorbio), est un ingénieur français.

## Biographie

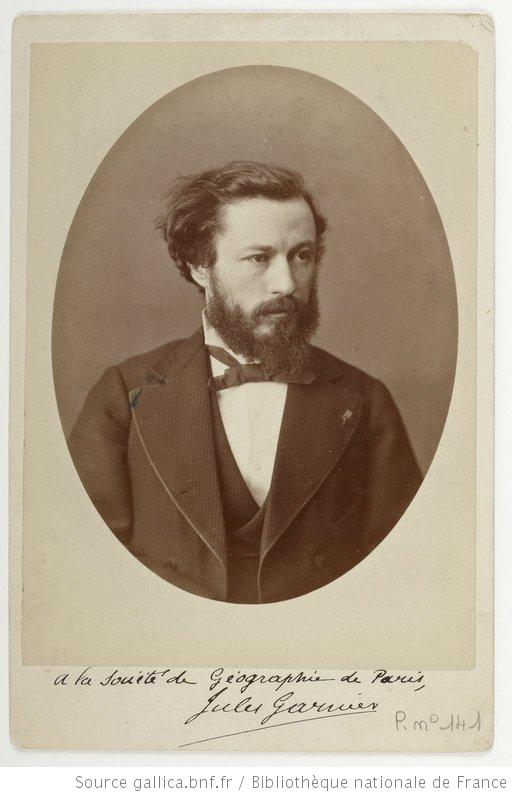
Portrait

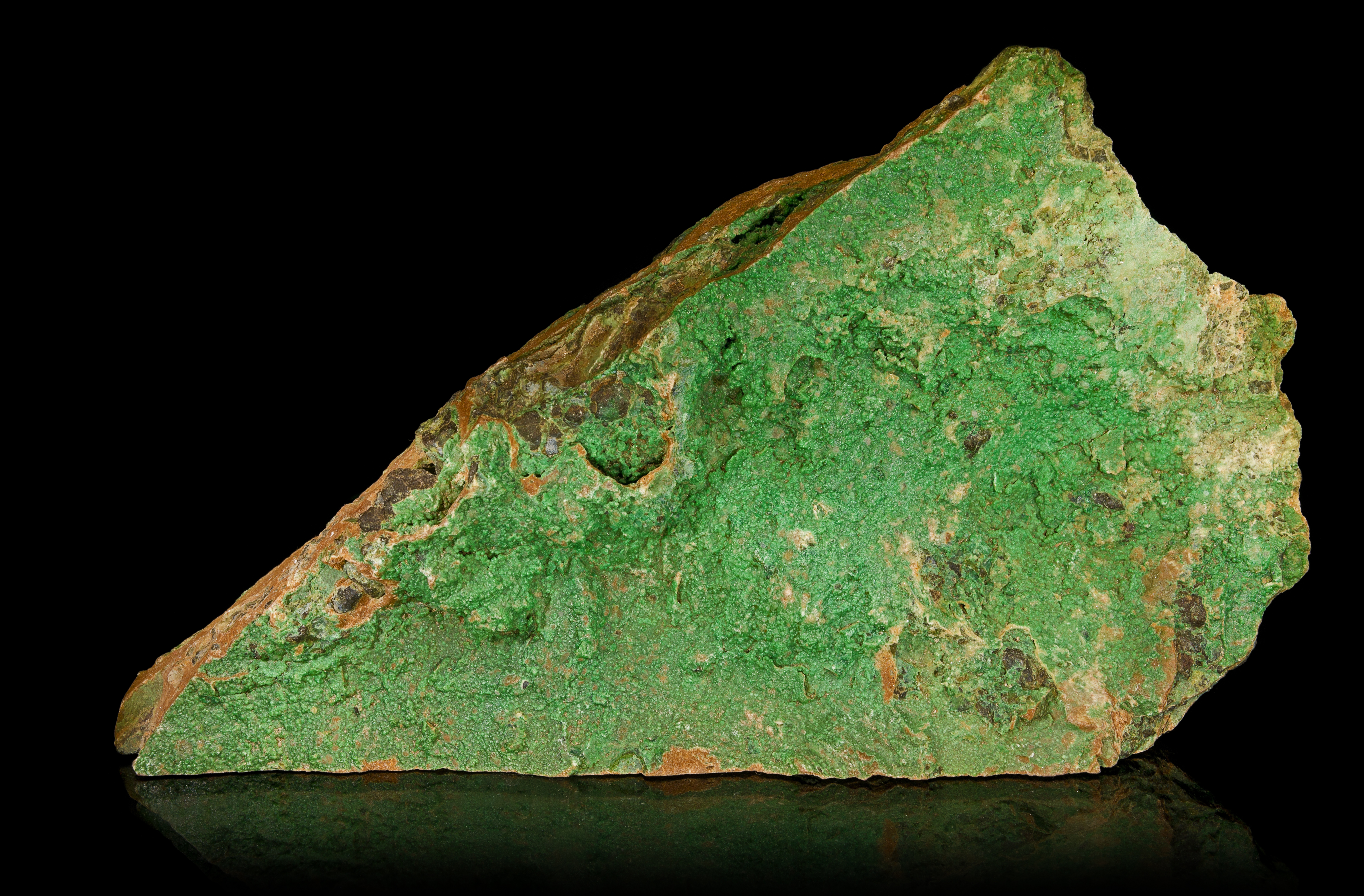
Garniérite, Mine de Camps des sapins, Thio, Province Sud, Nouvelle-Calédonie

Fils d'un modeste boulanger, il intègre l'École des mines de Saint-Étienne, dont il sort diplômé en 1860. À sa sortie de l'école, il travaille un an à la Compagnie des Forges et Aciéries de la Marine et des Chemins de Fer. Le ministère de la Marine et des Colonies lui fait réaliser une brève étude géologique en Sardaigne en 1862 puis le charge de recenser les ressources géologiques et minières Nouvelle-Calédonie où il est envoyé comme chef du service des mines en 1863. Il débarque à Port-de-France le 11 décembre 1863 et parcourt l'île jusqu'en 1866. Il y découvre en 1864 un nouveau minerai de nickel : la garniérite, nommée ainsi en son honneur par ses pairs, mais c'est le minéralogiste australien William Branwhite Clarke (révérend anglican et géologue de la Nouvelle-Galles du Sud) qui invente ce terme, dédié au découvreur,. Cette découverte et cette paternité sont officialisées à l'Académie des sciences de Paris en 1876. Il effectue également des missions au Canada. Il reçoit, à l'âge de 28 ans, la croix de chevalier de la Légion d'honneur sur les instances renouvelées du géologue Léonce Élie de Beaumont qui s'intéressa à ses travaux de géologie.
En 1876, Jules Garnier dépose un brevet pour l'exploitation industrielle du nickel calédonien qui trouve de nombreuses applications à l'heure de la révolution industrielle : sa résistance à la corrosion et à l'oxydation le désignent pour être utilisé dans les secteurs de la chimie, de la métallurgie (acier au nickel destiné à l'industrie du transport et de l'armement) et de l'industrie électrique naissante. Des applications qui vont bientôt faire la fortune du Caillou. Il participe à la création d'une  entreprise (la future Société Le Nickel – la SLN), en faisant construire la première usine de nickel à Pointe-Chaleix à Nouméa. Cette même année, il dépose en février un brevet décrivant les principes et les apports du ferronickel (ferroalliage avec du nickel, une matière intermédiaire servant d'ingrédient en métallurgie).
Entre-temps, il participe, comme commandant d'un bataillon de volontaires, à la guerre franco-allemande de 1870. C'est l'un des premiers commandos : ponts, voies ferrées, ouvrages divers sautent tour à tour suivant les ordres. Il expérimente une de ses inventions, les torpilles (50 kg) au fulmicoton, avec des effets aussi dévastateurs qu'inutiles dans une guerre perdue trop vite. Jules Garnier participe à la défense de Dijon.
Il mène quelques réflexions sur les transports urbains dans la capitale, proposant la réalisation d'un métro aérien. Enfin, il effectue quelques recherches dans le domaine à la fois des explosifs (expérimenté pendant le conflit de 1871) et d'une meilleure utilisation de la vapeur (système compound, mitrailleuse à vapeur).
Plusieurs voyages en Amérique du Nord et plus précisément au Canada avec son fils Gilbert Garnier lui permettent de faire la preuve de ses brevets et de ses procédés. C'est la reconnaissance mondiale lorsque, vers 1890 à Annapolis, sont reconnus les propriétés du ferronickel. Dès lors l'industrie de l'acier au nickel se développe, les sociétés minières du Canada font appel à Jules Garnier en raison de sa renommée. Il participe à la création d'usines entières comme ingénieur conseil pour la Canadian Copper Company (ancêtre du groupe minier Inco).
Enfin, associé avec son fils Pascal Garnier (décédé à l'âge de 26 ans, en 1898) il reprend ses expéditions lointaines.
Ingénieur-inventeur, Jules Garnier est également connu pour l'importance et la diversité de ses écrits. Bien au-delà de la « simple » publication de résultats de recherches et/ou projets divers, Jules Garnier est un écrivain. Il publie un nombre très important d'articles dans les domaines des sciences et des techniques, mais aussi dans des revues de géographie.
Sa bibliographie est composée de plus de 30 références, dont ses récits de voyages, son livre référence « Le Fer », et plusieurs inventions dans divers domaines. Après 1870, il devient même secrétaire de la Société de géographie de Paris.
Jules Garnier meurt à Gorbio, le 8 mars 1904. Il est enterré au cimetière du Crêt de Roch à Saint-Étienne.
Jules Garnier reste encore pour la Nouvelle-Calédonie, le personnage à l'origine du développement de l'industrie minière du nickel et de son traitement.
A Saint-Etienne une allée porte son nom.

## Publications et œuvres
- Jules Garnier, Le fer, Librairie Hachette et Cie., coll. « La Bibliothèque des merveilles », 1874, 322 p.
- Voyage à la Nouvelle-Calédonie, 1867-1868, reéd. 1978, éd. du Cagou
- Excursion autour de l'île de Tahiti, éd.  E. Martinet 1869
- Notes géologiques sur l'Océanie, les îles Tahiti et Rapa  Paris, éd. Dunod 1870
- Les Migrations Polynésiennes en Océanie d'après les faits naturels Paris, éd.  E. Martinet 1870
- Voyage autour du Monde : OCÉANIE les îles des pins, Loyalty et Tahiti Paris, éd. Plon 1871
- La Lithologie du fond des mers par M. Delesse, Compte rendu et Extraits par M. Jules Garnier, 1872
- Dianémomètre avec  M. Deprez éd. Imprimerie de J. Desoer, 1872
- Machines à percer, couper et abattre les roches, Emploi de la Nitroglycérine avec Ernest Javal St Étienne, éd. Imprimerie de V° Théolier et C° 1891
- L'Or et le Diamant au Transvaal et au Cap, éd.  Librairie Polytechnique Baudry et Cie, 1896